# Trichoglottis odoratissima
Trichoglottis odoratissima är en orkidéart som beskrevs av Leslie Andrew Garay. Trichoglottis odoratissima ingår i släktet Trichoglottis och familjen orkidéer. Inga underarter finns listade i Catalogue of Life.